# 1997년 구정컵
1997년 구정컵은 홍콩에서 해마다 열리는 구정컵의 15번째 대회이다. 결승전에서 러시아가 스위스를 2-1로 꺾고 우승을 차지했다.

## 우승
| 1997년 구정컵 우승  |
| ------------------- |
| 러시아              |
| 러시아 첫 번째 우승 |

## 같이 보기
- 홍콩 1부 리그